# Charles Alluaud
Charles Alluaud (Limoges, 4 mei 1861 - Crozant, 12 december 1949) was een Franse entomoloog.
Alluaud groeide op in Limoges, Frankrijk, de familie Alluaud had daar porseleinfabrieken. Hij verliet Limoges om zijn studie te voltooien in Parijs maar hij bleek een ongedisciplineerde leerling. Na de dood van zijn ouders besloot hij ontdekkingsreiziger te worden en van 1887 tot 1930 reisde hij door Afrika (Ivoorkust, Madagaskar, Kilimanjaro, Tunesië, Marokko, Soedan, de Sahara en Niger) en naar de Canarische Eilanden, de Seychellen en de Mascarenen. Op zijn reizen verzamelde hij insecten en onderzocht deze. Hij was de auteur van 165 entomologische publicaties waarin hij een groot aantal insectensoorten beschreef die nieuw waren voor de wetenschap. In 1899 en later in 1914 was hij voorzitter van de Société entomologique de France. Zijn belangrijke collecties worden bewaard op de entomologieafdeling van het Muséum national d'histoire naturelle in Parijs. 
Alluaud beschreef vele nieuwe soorten, Emmanuel Drake del Castillo (1855-1904) noemde in 1903 als eerbetoon het plantengeslacht Alluaudia naar hem.

## Enkele werken
- Voyage de Ch. Alluaud et R. Jeannel en Afrique Orientale (1911-1912) Résultats Scientifiques. (1913-1919).

- Biblioteca Nacional de España: XX1734397
- Bibliothèque nationale de France: cb118885359 (data)
- Gemeinsame Normdatei: 117254797
- International Standard Name Identifier: 0000 0001 2127 157X
- Library of Congress Control Number: no93030556
- Base Léonore: 19800035/270/36196
- Réseau des bibliothèques de Suisse occidentale: 02-A009070283
- Système universitaire de documentation: 080408516
- Virtual International Authority File: 34030618
- WorldCat: E39PBJcGqd448YQcv9WvwgY3wC